# Fredrik Ljungström

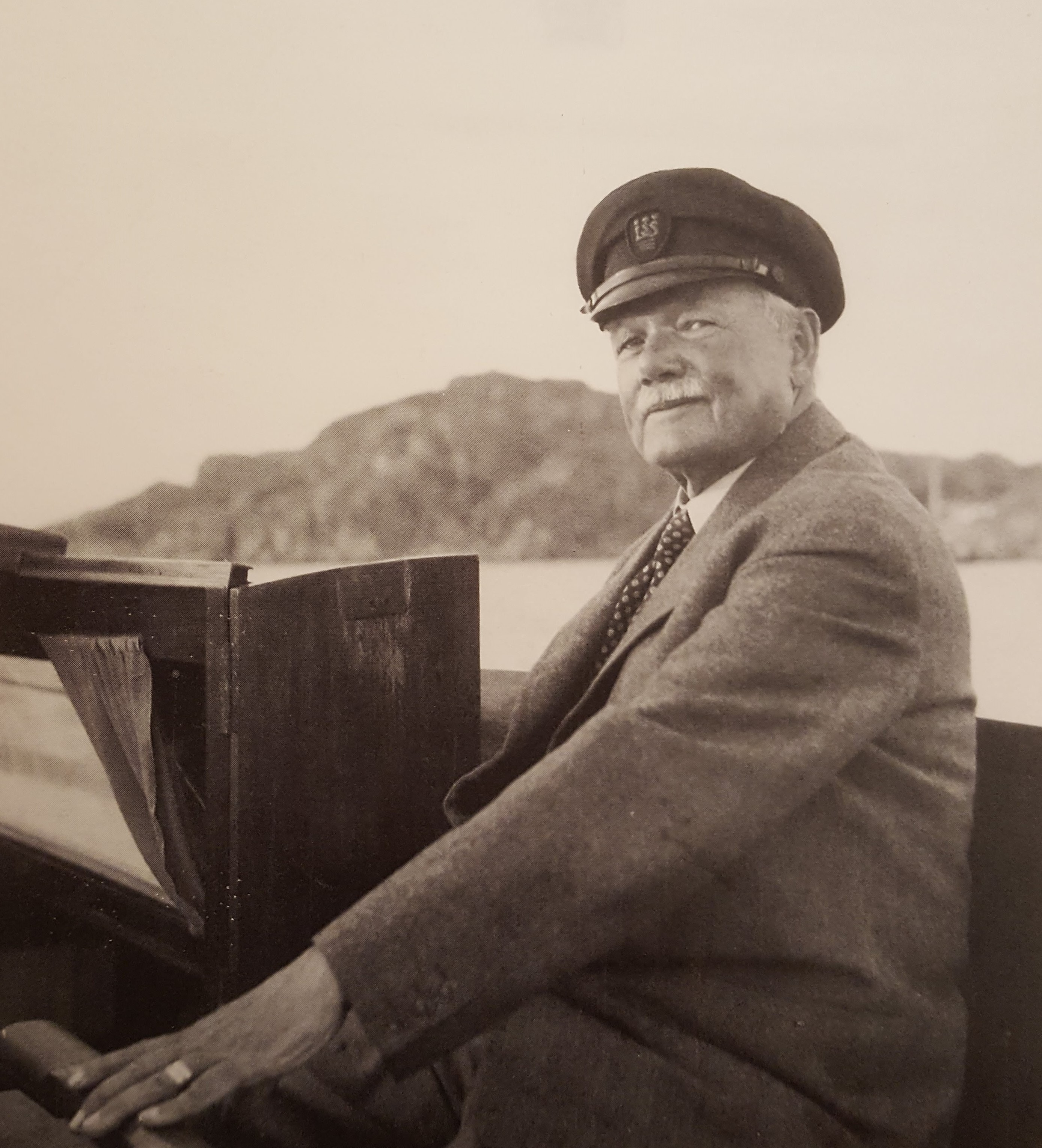
Fredrik Ljungström

Fredrik Ljungström (1875–1964) – szwedzki konstruktor, inżynier i przemysłowiec. Razem ze swoim bratem Birgerem wynalazł on turbinę parową promieniową (tzw. turbina Ljungströma, po raz pierwszy zbudowana przez braci w roku 1910). Wspólnie też z bratem zbudował w 1922 roku parowóz turbinowy.

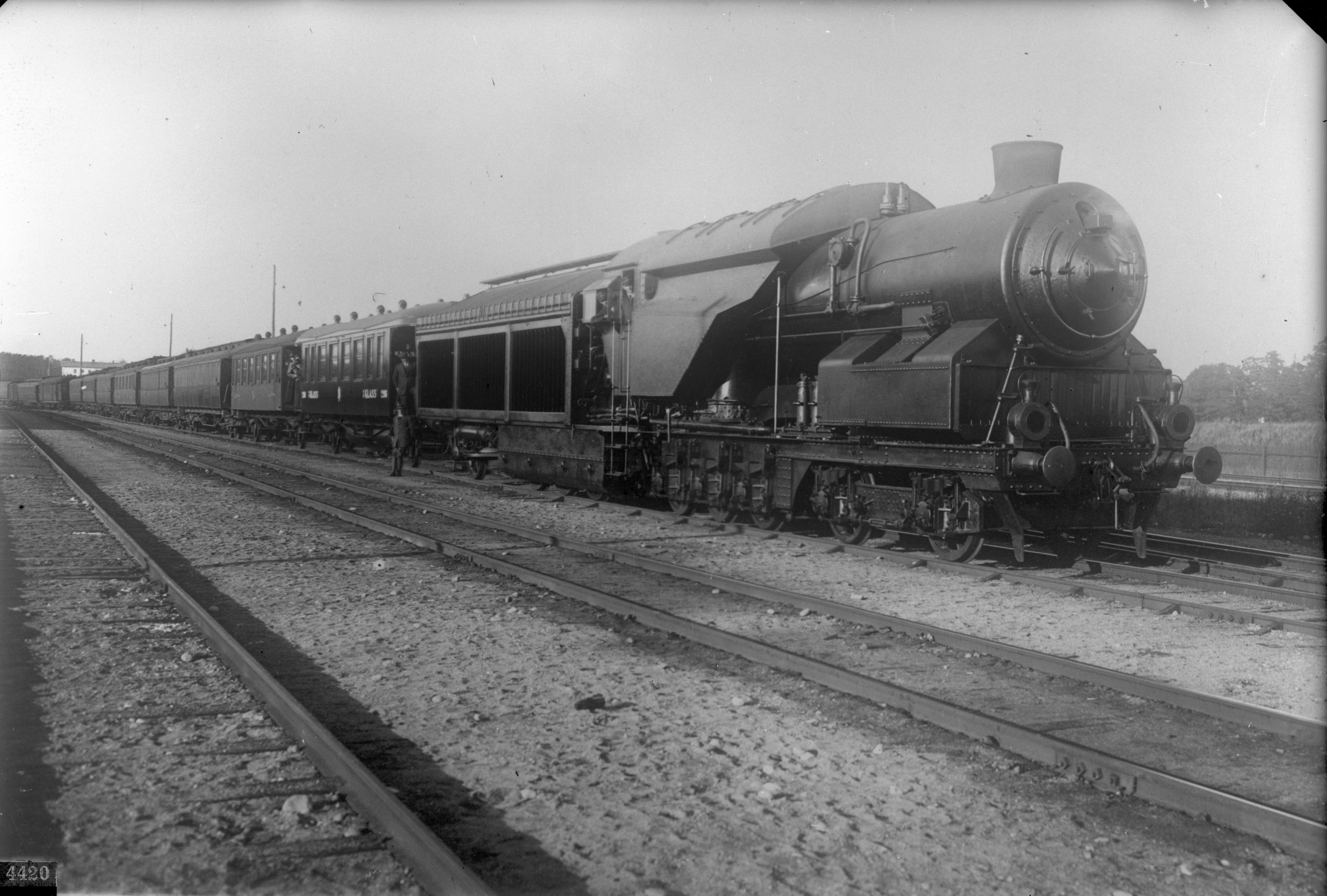
Parowóz turbinowy konstrukcji braci Ljungström w 1925 roku